# Han Ryner
Jacques Élie Henri Ambroise Ner (Ghazaouet, Algèria, 7 de desembre de 1861- París; 6 de gener de 1938), conegut pel seu pseudònim Han Ryner, fou un filòsof, escriptor i activista anarcoindividualista francés.
És autor de més de cinquanta llibres de diferents gèneres, de novel·les a assaigs, i contes, teatre i poesia. També escrigué en publicacions periòdiques com L'Art social, L'Humanité nouvelle, L'Enemi du Peuple, L'Idée Lliure de Lorulot; i L'En dehors i L'Unique del també anarcoindividualista Émile Armand. El seu pensament està influenciat sobretot per l'estoïcisme i l'epicureisme.

## Biografia
Jacques Élie H. A. Ner naix el 7 de desembre de 1861, a Ghazaouet, departament d'Orà, Algèria, fill de pares de classe mitjana i molt religiosos, ell treballador de correus i ella institutriu. Durant la joventut realitza estudis de teologia i filosofia, i es vincula a alguns corrents ideològics francmaçons francesos a la mort de sa mare.
Publica deu novel·les entre 1894 i 1895. El 1896, adopta el pseudònim de «Han Ryner», és redactor en cap de la revista Demain i col·labora en moltes revistes i publicacions com L'Art social, L'Humanité nouvelle d'Augustin Hamon, L'Enemi du Peuple d'Emile Janvion, L'Idée Libre de Lorulot, així com en L'En dehors i L'Unique d'Émile Armand, pseudònim d'Ernest-Lucien Juin. El 1900 escriu Le crime d'obéir i el 1903 publica l'assaig Petit manuel individualiste, en què presenta la seua particular proposta anarcoindividualista, fondament influïda per l'estoïcisme grec clàssic, sobretot per l'obra d'Epictet.
El seu treball narratiu L'Intransigeant obté el 1912 un premi literari. Fa campanya per l'alliberament d'Eugène Dieudonné el 1913, per la d'Émile Armand durant la guerra, pels motins de la mar Negra, pels italoamericans Nicola Sacco i Bartolomeo Vanzetti i per l'ucranià Nestor Makhno. Anticlerical actiu, el 1936 s'adscriu al Comité Mundial contra la Guerra i el Fascismo. Durante la dictadura de Primo de Rivera és un autor important en els cercles anarquistes individualistes de l'estat espanyol.
Es va oposar tenaçment a la I Guerra Mundial (1914-1919), i apostà per l'antibel·licisme i l'antimilitarisme pacifista.

## Obres

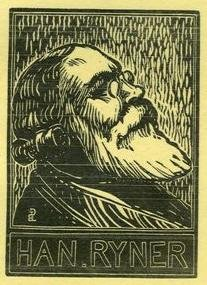
Han Ryner. Retrat per Pierre Larivière

- Chair vaincue, novel·la psicològica (1889)
- Les Chants du divorce, poemes (1892)
- L'Humeur inquiète (1894)
- La Folie de misère (1895)
- Le Crime d'obéir (1900)
- Le Soupçon (1900)
- L'Homme fourmi, novel·la il·lustrada per Alexis Mérodack-Jeanneau (1901)
- Les Voyages de Psychodore, philosophe cynique (1903)
- Petit Manuel individualiste (1903)
- La Fille manquée (1903)
- Prostitués, études critiques sur les gens de lettres d'aujourd'hui (1904)
- Les Chrétiens et les philosophes (1906)
- Le Subjectivisme. Des bons et mauvais usages de la logique. La Métaphysique et les Sagesses positives. Le Déterminisme et la Liberté. Les Morales: Servilisme et Dominisme. Les Sagesses: Fraternisme et Subjectivisme. Les Étapes de la sagesse (1909)
- Vive le roi, hypothèse en 3 actes. Les Esclaves, vision en un acte (1910)
- Le Cinquième Évangile (1911)
- Le Fils du silence (1911)
- Les Paraboles cyniques (1913)
- Les Apparitions d'Ahasvérus (v. 1913)
- Les Pacifiques (1914)
- Le Père Diogène (v. 1915-1935)
- Le Sphinx rouge (1918)
- Le Poison, drame en 1 acte (1919)
- La Tour des peuples (1919)
- Le Père Diogène (1920). Reedició: Premières Pierres, 2007.
- Dialogue du mariage philosophique; suivi des Dicéphales (1922)
- Les Véritables entretiens de Socrate (1922)
- L'Individualisme dans l'antiquité (histoire et critique) (1924)
- Le Communisme et la Liberté (1924)
- Le Crime d'obéir, novel·la d'història contemporània (1925)
- Jusqu'à l'âme: drame moderne en 2 actes (1925)
- L'Ingénieux Hidalgo Miguel Cervantes (1926)
- La Vie éternelle, roman du mystère (1926)
- L'Aventurier d'amour (1927)
- L'Amour plural, roman d'aujourd'hui et de demain (1927)
- Jeanne d'Arc fut-elle victime de l'Église? (1927)
- La Sagesse qui rit (1928)
- Les Surhommes, roman prophétique (1929)
- Songes perdus (1929)
- Chère Pucelle de France (1930)
- Prenez-moi tous! (1930)
- Crépuscules. Bouddha. Platon. Épicure. Thraséas. Raymond Lulle. Rabelais. Leibniz. Hegel. Vigny. Élisée Reclus, etc. (1930)
- Le Manœuvre: pièce en 3 actes (1931)
- Dans le mortier. Zénon. Phocion, Saint Ignace; Les Albigeois; Michel Servet; Pierre Ramus; Vanini; Brousson; Francisco Ferrer (1932)
- La Soutane et le veston, roman (1932)
- Bouche d'or, patron des pacifistes (1934)
- La Cruauté de l'Église (1937)
- L'Église devant ses juges (1937)
- Le Massacre des amazones: études critiques sur deux cents bas-bleus contemporains: Mmes Adam, Sarah Bernhardt, Marie-Anne de Bovet, Bradamante, Jeanne Chauvin, Alphonse Daudet (s. d.)
- La Beauté: légende dramatique en quatre tableaux (1938)
- Florilège de paraboles et de songes (1942)
- Face au public. Première série, 1901-1919 (1948)
- J'ai mon Éliacin, souvenirs d'enfance (1956)
- Aux orties, souvenirs d'adolescence (1957)
- Le Sillage parfumé (1958)
- Les Grandes Fleurs du désert (1963)